# 교직 (직물)
교직은 서로 다른 종류의 실들을 날실과 씨실로 사용하여 섬유를 짜는 것이다. 예를 들면 명주실이나 무명실을 함께 사용하여 옷감을 만드는 것이다. 요즘에는 주로 천연섬유와 인조섬유를 함께 교직한다. 건물을 지을 때 철근 콘크리트처럼 복합 재료를 사용하면 복합된 재료들의 특성이 조화를 이루어 더 견고하게 건축물을 지을 수 있는 것처럼 천을 짤 때도 서로 다른 실들을 사용하여 교직하게 되면 개선된 기계적 성질 외에 여러 질감과 색감을 가진 천들을 얻을 수 있다.